# Жеоврес
Жеоврес (фр. Géovreisset) насеље је и општина у источној Француској у региону Рона-Алпи, у департману Ен (Рона-Алпи) која припада префектури Нантија.
По подацима из 2011. године у општини је живело 912 становника, а густина насељености је износила 260,57 становника/km². Општина се простире на површини од 3,5 km². Налази се на средњој надморској висини од 650 метара (максималној 754 m, а минималној 567 m).

## Демографија
| 1962. | 1968. | 1975. | 1982. | 1990. | 1999. | 2011. |
| ----- | ----- | ----- | ----- | ----- | ----- | ----- |
| 157   | 163   | 228   | 293   | 450   | 759   | 912   |

График промене броја становника у току последњих година